# Hypothymis helenae
Monarca-de-crista ou monarca-azul-de-penacho (Hypothymis helenae) é uma espécie de ave da família Monarchidae.
É endémica das Filipinas.
Os seus habitats naturais são: florestas subtropicais ou tropicais húmidas de baixa altitude.
Está ameaçada por perda de habitat.